# Górka (osada w powiecie poznańskim)
Górka – osada w Polsce, położona w województwie wielkopolskim, w powiecie poznańskim, w gminie Stęszew na obszarze Wielkopolskiego Parku Narodowego.

## Historia
Osada położona jest na wzniesieniu ozowym pomiędzy jeziorami Dymaczewskim i Góreckim (w pobliżu znajduje się też jezioro Skrzynka, będące obszarem ochrony ścisłej). 
Pierwsza wzmianka o wsi pochodzi z 1358. Osada należała do rodziny Górków herbu Łodzia. Przedstawiciele tego rodu wybudowali tu w XIV wieku kościół parafialny (został on rozebrany w XVI wieku). Wieś nazywana była wówczas Góra. W trakcie walk Wiosny Ludów pod wsią stacjonował w swoim obozie oddział wojsk polskich pod dowództwem Jakuba Krotowskiego-Krauthofera i Włodzimierza Wilczyńskiego. 2 maja 1848 oddział ten wziął do niewoli kompanię landwehry pruskiej w liczbie 122 żołnierzy i dwóch oficerów (ostatecznie zwolniono ich, gdy złożyli przysięgę, że nie będą walczyć przeciwko Polakom).
W latach 1975–1998 miejscowość należała administracyjnie do województwa poznańskiego.

## Obiekty i turystyka
Na terenie osady istnieją pozostałości folwarku z XIX wieku. Wzdłuż drogi w stronę Stęszewa rośnie półkilometrowa aleja kasztanowa (obwody pni do 350 cm). Przy drodze do Trzebawia, pół kilometra od Górki, rośnie wierzba o obwodzie pnia 680 cm (jej pień rozgałęzia się na dwa okazałe konary).
Przez wieś przebiega  niebieski szlak turystyczny nr 3583 (pieszy) z Iłówca do Otusza, a także Pierścień Rowerowy dookoła Poznania. Stoi tu wiata turystyczna z ławkami i stołami.

## Osoby
W Górce urodził się w 1881 Stanisław Tłoczyński, dyrygent i kompozytor.